# Hair (chanson de Little Mix)
Pour les articles homonymes, voir Hair.
Singles de Little Mix
Secret Love Song
(2016) Shout Out to My Ex
(2016)
Hair est une chanson du groupe britannique Little Mix sortie le 16 avril 2016, publiée sous le label Syco Music et apparaît sur leur troisième album Get Weird. Une version de la chanson existe aussi en duo avec le chanteur jamaïcain Sean Paul,.

## Clip
Le clip officiel est diffusé le 20 avril 2016 sur Vevo et est réalisé par Director X. La vidéo est centrée sur une soirée pyjama organisée par les filles tout en confrontant Paul dans un appel FaceTime après que Leigh-Anne ait vu une photo de lui avec une femme sur Instagram,.

## Certifications
| Pays        | Certifications | Unités  | Références |
| ----------- | -------------- | ------- | ---------- |
| Australie   | 2 × Platine    | 140 000 | [ 5 ]      |
| Brésil      | 3 × Platine    | 180 000 | [ 6 ]      |
| Pays-Bas    | Or             | 20 000  | [ 7 ]      |
| Royaume-Uni | Platine        | 600 000 | [ 8 ]      |